# The Boscombe Valley Mystery
Pour plus de détails, voir Fiche technique et Distribution.
The Boscombe Valley Mystery est un film britannique muet réalisé par George Ridgwell, sorti en 1922. Il fait partie de la série de films sur Sherlock Holmes réalisés par la compagnie d’Oswald Stoll.

## Synopsis
Sherlock Holmes enquête sur le meurtre de Charles McCarthy, dont la police croit son fils James coupable.

## Fiche technique
- Titre original : The Boscombe Valley Mystery
- Réalisation : George Ridgwell
- Scénario : Geoffrey H. Malins et Patrick L. Mannock, d'après la nouvelle Le Mystère du val Boscombe d'Arthur Conan Doyle
- Direction artistique : Walter W. Murton
- Photographie : Alfred H. Moise
- Montage : Leslie Britain
- Société de production : Stoll Picture Productions
- Société de distribution : Stoll Picture Productions
- Pays de production :  Royaume-Uni
- Langue originale : anglais
- Format : noir et blanc - 35 mm - 1,37:1 - film muet
- Genre : Film policier
- Durée : deux bobines
- Date de sortie :
  - Royaume-Uni : mars 1922

## Distribution
- Eille Norwood : Sherlock Holmes
- Hubert Willis : Docteur Watson
- Hal Martin : Charles McCarthy
- Roy Raymond : James McCarthy
- Fred Raynham : John Turner
- Thelma Murray : Miss Turner